# مادونا الدوق الأكبر
مادونا الدوق الأكبر او مادونا ديل جراندوكا هي لوحة مادونا (السيدة العذراء ) للفنان الإيطالي من عصر النهضة رافائيل . من المحتمل أن تكون قد رسمت في عام 1505، بعد وقت قصير من وصول رافائيل إلى فلورنسا. يمكن رؤية تأثير ليوناردو دافنشي، الذي تعرف على أعماله هناك، في استخدام تقنية سفوماتو . كانت اللوحة مملوكة لفرديناند الثالث، دوق توسكانا الأكبر، والذي حصلت على اسمها منه.

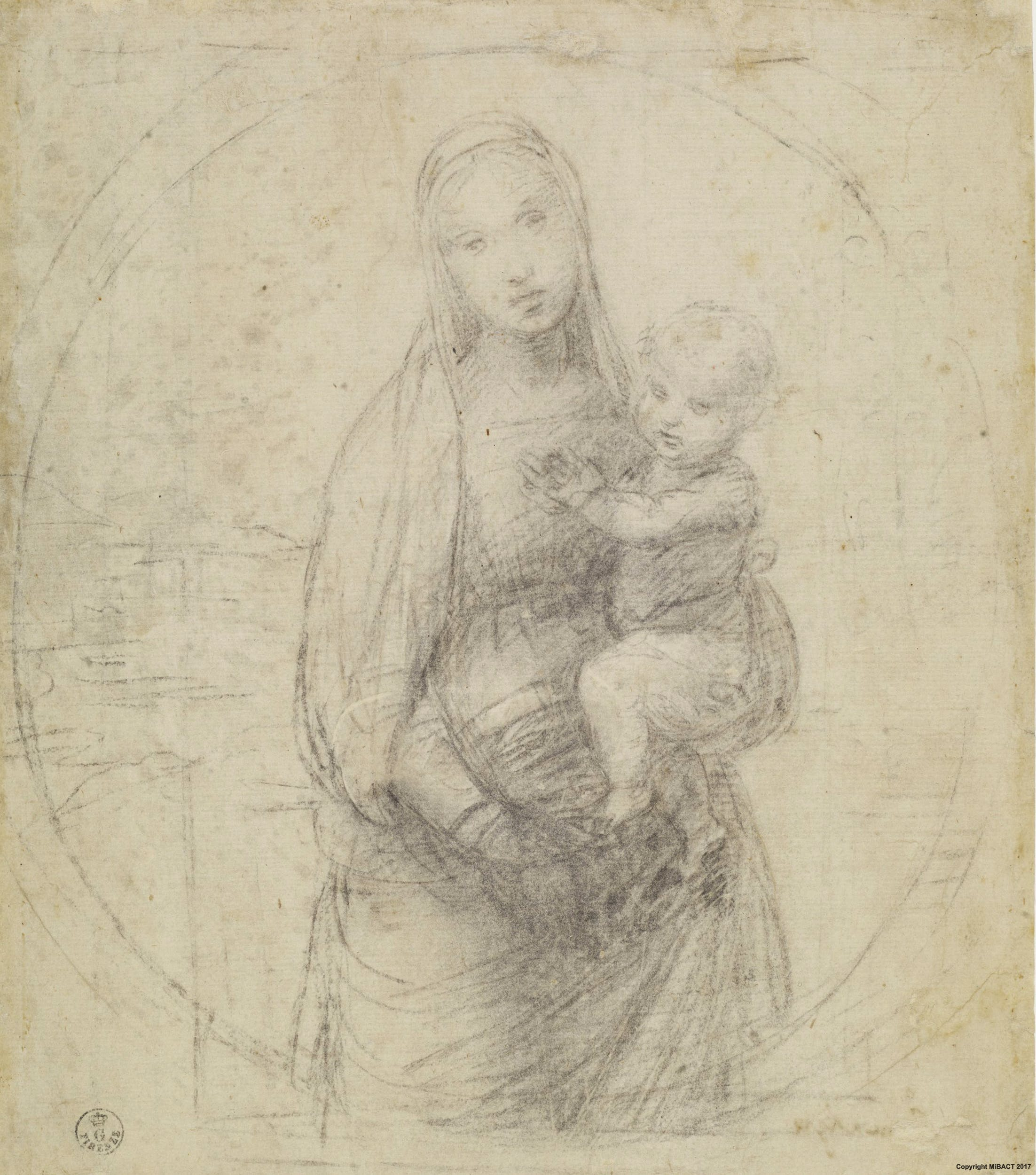
دراسة تركيبية للوحة

## ملحوظات
1. ↑  uffizi 2019.